# Pukkelpop
Le Pukkelpop est un festival belge de rock, organisé à Kiewit, près d'Hasselt. Le Pukkelpop existe depuis 1985. Huit scènes sont proposées et le festival fait la part belle à la plupart des genres musicaux contemporains, plus particulièrement le rock, la musique électronique et le hip-hop.

## Histoire
En 2009, le Pukkelpop bat 2 records : un record de chaleur avec plus de 38 degrés à l'ombre et un record de fréquentation, jeudi 60 000 personnes, vendredi 59 000 et samedi 61 000 personnes soit 180 000 personnes sur 3 jours. Pour la première fois, un autre camping (camping B) a été ouvert car il y a eu 47 500 personnes au camping.
En 2010, le Pukkelpop à de nouveau battu son record de fréquentation avec 187 500 personnes, soit 62 500 par jour de festival.
Toujours en 2010, alors que le festival célèbre sa 25e édition, deux tragédies surviennent : Michael Been, chanteur et guitariste du groupe The Call, devenu ingénieur du son, décède le 19 août d'une crise cardiaque après qu'il eut assuré le son du groupe Black Rebel Motorcycle Club (groupe dans lequel joue son fils). Le lendemain, c'est le chanteur du groupe Où Est Le Swimming Pool, Charles Haddon, qui se suicide en sautant du haut d'un pylône du parking backstage peu après la performance de son groupe.
En 2011, jeudi 18 août vers 18 h 30, lors du premier jour du festival, deux chapiteaux, dont un sous lequel des centaines de festivaliers s'étaient réfugiés, se sont effondrés à la suite d'un orage de pluie et de grêlons d'une rare violence, interrompant les prestations du jour, dont notamment à ce moment Skunk Anansie. Yelle s'était produite deux heures auparavant. Plusieurs installations métalliques placées à l'entrée du festival et sur la scène principale, ainsi que des écrans géants, se sont également effondrés. Plusieurs arbres ont été déracinés. Cinq personnes ont perdu la vie, on compte près de 140 blessés légers ainsi que onze blessés graves. Le festival est officiellement annulé le lendemain matin pour les deux jours restants.
En 2015, jeudi 20 août, une bonbonne de gaz explose dans le camping pendant le deuxième jour du festival faisant sept blessés.

## Réglementation
Le festival possède une réglementation très dure envers toutes les substances stupéfiantes et la police se charge de contrôler les festivaliers à la sortie du train et à l'entrée du parking pour éviter la vente de ces substances. Les substances ramenées pour l'usage personnel sont également confisquées (+PV).

## Polsslag
Polsslag (terme néerlandais signifiant « pulsation » ou « battement de cœur ») était un festival de musique annuel d'une journée qui s'est déroulé à Hasselt au printemps 2008 et 2009. L'événement, présenté comme le festival jumeau de Pukkelpop, s'est déroulé à l'intérieur des Grenslandhallen à Hasselt. Le festival comprenait quatre scènes, dont les noms ont tous été conservés de Pukkelpop : The Marquee, Dance Hall, Club et Boiler Room.
Le premier événement Polsslag a lieu le 15 avril 2008, avec des artistes tels que The Breeders, Millencolin et Boys Noize. En 2009, le festival se déroule le 2 mai, avec des groupes et artistes tels que Dizzee Rascal et Yeah Yeah Yeahs.

## Programmations
Les organisateurs de l'événement visent un événement musical « progressif et contemporain ». Parmi les groupes qui se sont produits lors des éditions précédentes, citons Beastie Boys, Papa Roach, Rihanna, Within Temptation, Sonic Youth, Placebo, Ramones, Nirvana, Red Hot Chili Peppers, The Smashing Pumpkins, Foo Fighters, Radiohead, Metallica, PJ Harvey, Green Day, Blink-182, Guns N' Roses, Pixies, Daft Punk, The Prodigy, Tame Impala, Arctic Monkeys, Nine Inch Nails, Iron Maiden, Björk, The Stone Roses et Eminem.